# Kocie Skały (Góry Stołowe)

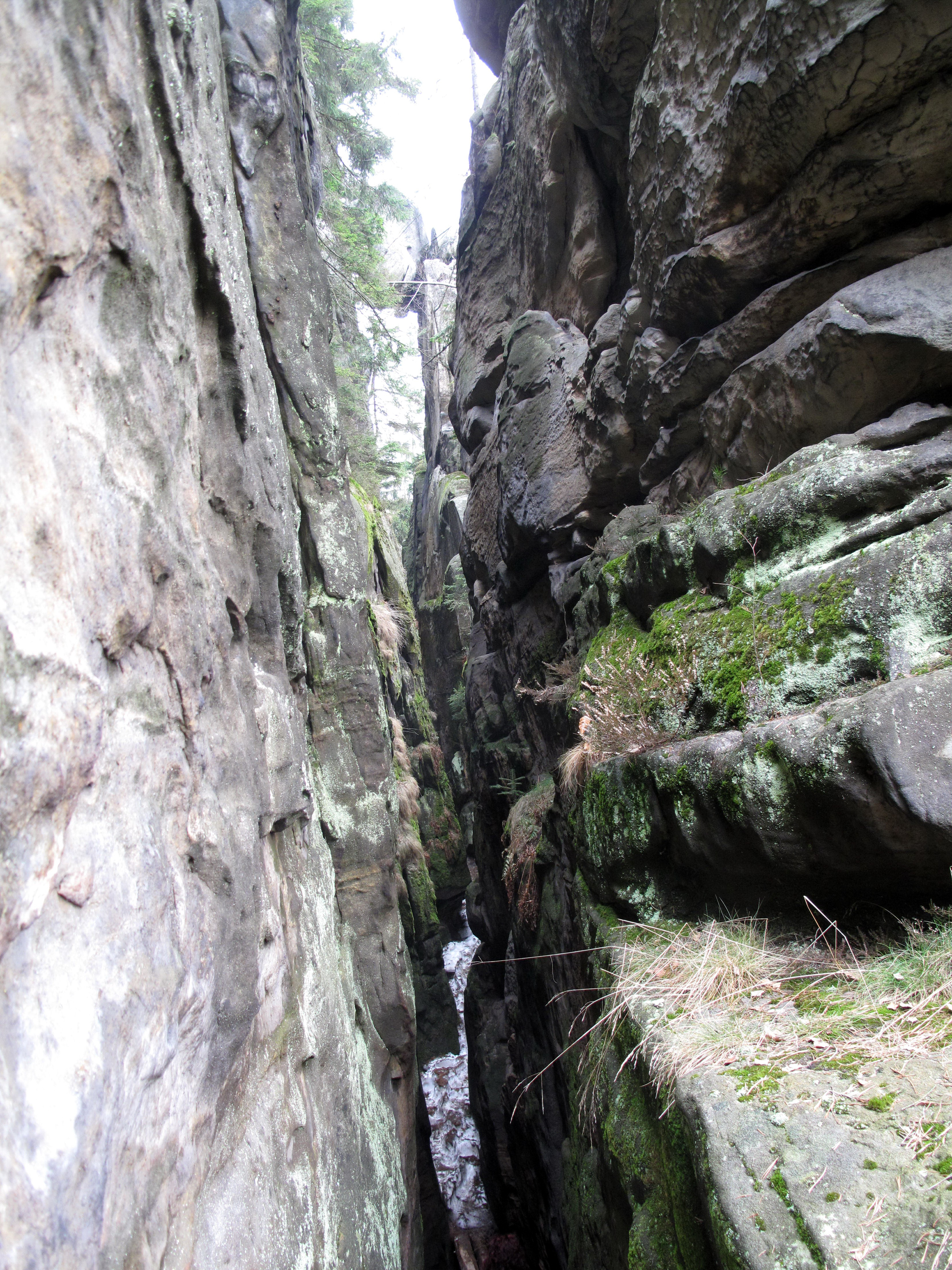
Jaskinia Czeskich Braci

Pomnik przyrody Kocie Skały (czes. Přírodní památka Kočičí skály) – pomnik przyrody w Czechach, w Sudetach Środkowych, w czeskiej części Gór Stołowych (Broumovska vrchovina) obejmujący grupy form skalnych.
Obszar chroniony Kocie Skały położony jest w granicach czeskiego parku narodowego CHKO Broumovsko, około 3 km na północny zachód od centrum Teplice nad Metují, na obszarze wzniesienia Ostaš, w zespole skalnym Koci Gród (Kočiči hrad).
Kocie Skały to obszar chroniony o powierzchni 6,08 ha założony w 1956 roku. Tworzy go około 750-metrowa linia skalnych grzbietów, filarów i wież, utworzonych z górnokredowych piaskowców, porośniętych resztkami pierwotnego boru. Zespół form skalnych z bogatą rzeźbą nazywany skalnym miastem powstał w wyniku procesów sedymentacyjnych, górotwórczych, a następnie erozyjnych i zwietrzelinowych. Najwyższy punkt położony jest na wysokości 602 m n.p.m. W Kocich Skałach leży Jaskinia Czeskich Braci (Sluj Českych bratři).